# 张守
張守（?—?），字全真，一字子固，号东山居士。常州晋陵（今江苏常州）人。

## 生平
宋徽宗年間人。家貧無書，常向亲友借书，讀書过目不忘。崇宁二年（1103年），中进士；词举兼茂科。詳定《九域圖志》編修官，擢任监察御史。累迁御史中丞。
張守常激励宋高宗抗金，曰“陛下处宫室之安，则思二帝母后穹庐毳幕之居”，故不為帝喜，遷参知政事。晚年留守建康（南京）。卒謚文靖。

## 延伸阅读
[在维基数据编辑]
 《宋史·卷375》，出自脱脱《宋史》